# Jamie Anderson (attore)
Jamie Anderson (Rapid City, 17 dicembre 1989) è un attore statunitense.

## Biografia
Jamie Anderson è nato il 17 dicembre 1989 a Rapid City, nel Dakota del Sud.
Ha esordito come attore nel 1995 in un episodio della serie General Hospital. Dopo anni di inattività è tornato a recitare nel 2006 nel film The Contract al fianco di John Cusack e Morgan Freeman.
In seguito ha recitato in alcuni film come The Kid (2010) ed Indigenous (2014) ed in alcune serie televisive.

## Filmografia

### Cinema
- The Contract, regia di Bruce Beresford (2006)
- The Kid, regia di Nick Moran (2010)
- Writer's Block, regia di Rachael Steele - cortometraggio (2010)
- L'Américain, regia di Jim Le - cortometraggio (2013)
- Indigenous, regia di Alastair Orr (2014)
- Until Forever, regia di Michael Linn (2016)

### Televisione
- General Hospital – serie TV, 1 episodio (1995)
- Dani's House – serie TV, 1 episodio (2008)
- Magnum Opus – serie TV, 2 episodi (2015)
- Blazing Team: Masters of Yo Kwon Do – serie TV, 26 episodi (2015-2016)